# Jezioro Wąsoskie
Jezioro Wąsoskie (jezioro Wąsowskie, jezioro Wąskie) – jezioro w Polsce, położone w województwie kujawsko-pomorskim, w powiecie nakielskim, w gminie Szubin, na terenie Pojezierza Żnińsko-Mogileńskiego.

## Dane morfometryczne
Powierzchnia zwierciadła wody według różnych źródeł wynosi od 57,5 ha do 58,0 ha.
Zwierciadło wody położone jest na wysokości 77,0 m n.p.m. lub 77,8 m n.p.m. Średnia głębokość jeziora wynosi 12,1 m, natomiast głębokość maksymalna 25,3 m.
W oparciu o badania przeprowadzone w 2003 roku wody jeziora zaliczono do II klasy czystości i II kategorii podatności na degradację.
W roku 1982 wody jeziora zaliczono do III klasy czystości.

## Hydronimia
Według urzędowego spisu opracowanego przez Komisję Nazw Miejscowości i Obiektów Fizjograficznych (KNMiOF) nazwa tego jeziora to Jezioro Wąsoskie. W różnych publikacjach i na mapach topograficznych jezioro to występuje pod nazwą Wąsowskie lub Wąskie.